# Chironomus bernensis
Chironomus bernensis är en tvåvingeart som beskrevs av Klotzi 1973. Chironomus bernensis ingår i släktet Chironomus och familjen fjädermyggor. Inga underarter finns listade i Catalogue of Life.